# Домашен бързолет
Домашен бързолет (Apus nipalensis) е вид птица от семейство Бързолетови (Apodidae).

## Разпространение и местообитание
Разпространен е в Бангладеш, Бруней, Бутан, Виетнам, Индия, Индонезия, Камбоджа, Китай, Лаос, Малайзия, Мианмар, Непал, Сингапур, Тайланд, Филипините, Южна Корея и Япония.